# Jining
Jining (chinês tradicional: 濟寧, chinês simplificado: 济宁, pinyin: Jǐníng) é uma prefeitura com nível de cidade situada no sudoeste da província de Xantum, na China. Faz fronteira com Heze para sudoeste, Zaozhuang para sueste, Tai'an para o nordeste e com as províncias de Henan e Jiangsu para o noroeste e sul respectivamente. Jining, que se localiza imediatamente a norte do Lago Nanyang (chinês simplificado: 南阳湖, pinyin: Nányáng Hú), é presentemente a cidade mais a norte que é possível atingir navegando pelo Grande Canal da China. A população era de 8 081 905 habitantes (2010), dos quais 1 241 012 na área metropolitana de Rencheng, numa área de 884 km2. O distrito de Yanzhou ainda não está totalmente incluído na conurbação.

## História
O nome Jining aparece pela primeira vez aplicado à região no ano de 1271, durante a dinastia Song, apesar da área exacta a que a designação se aplicava e o tipo de estrutura administrataiva a que estava associada ter variado ao longo dos séculos.
Jining está ligada a importantes marcos da história e cultura chinesas, nomeadamente por ter sido o lugar de nascimento e de vida de Confúcio, tal como de muitos dos seus mais famosos discípulos, incluindo Mêncio. Os templos dedicados à memória de alguns desses filósofos ainda existem em várias partes da prefeitura. Liangshan, um município de Jining, também é famoso como o principal cenário do clássico literário chinês, Margem da Água (Shui Hu Zhuan, também abreviado para Shui Hu).

## Administração
Jining é uma cidade com nível de prefeitura que administra 11 divisões administrativas da República Popular da China, incluindo dois distritos, duas cidades com nível de condado e sete condados (xian):
- Distrito de Rencheng - 任城区 Rènchéng Qū[4] ;
- Distrito  Yanzhou - 兖州市 Yǎnzhōu Qū ;
- Cidade de Qufu - 曲阜区 Qūfù Shì ;
- Cidade de Zoucheng - 邹城市 Zōuchéng Shì ;
- Xian de Weishan - 微山县 Wēishān Xiàn ;
- Xian de Yutai - 鱼台县 Yútái Xiàn - transferido da Prefeitura de Huxi ;
- Xian de Jinxiang - 金乡县 Jīnxiāng Xiàn - transferido da Prefeitura de Huxi;
- Xian de Jiaxiang - 嘉祥县 Jiāxiáng Xiàn - transferido da Prefeitura de Huxi;
- Xian de Wenshang - 汶上县 Wénshàng Xiàn ;
- Xian de Sishui - 泗水县 Sìshuǐ Xiàn ;
- Xian de Liangshan - 梁山县 Liángshān Xiàn.

## Economia
Jining está situada numa área de mineração de carvão do sudoeste de Xantum. Cidade industrial, Jining tem uma central termoeléctrica a carvão, a Central Termoeléctrica de Jining. A cidade é servida pelo Aeroporto de Jining.

## Personalidades notáveis
Estão ligados à história da cidade de Jining as seguintes personalidades:
- Confúcio (551 a.C. – 479 a.C.), filósofo chinês, fundador do confucianismo (o templo e local de sepultura localizados em Qufu, uma parte de Jining considerada património mundial);
- Zengzi (505 a.C. – 436 a.C.), escritor e filósofo chinês, principal protector da linhagem e promotor do confucianismo;
- Mêncio (372 a.C. – 289 a.C.), pensador chinês, um dos principais intérpretes do confucianismo (templo principal em Zoucheng);
- Yan Hui (521 a.C. – 490 a.C.), um dos mais famosos discípulos de Confúcio (templo em Qufu);
- Lu Ban (507 a.C. – 440 a.C.), engenheiro, filósofo, inventor e estratega militar;
- Zuo Qiuming (século V a.C.), escritor e cronista da corte do Estado de Lu, contemporâneo de Confúcio durante o Período das Primaveras e Outonos;
- Kong Shangren (1648 – 1718), poeta e autor de obras dramáticas do tempo da dinastia Qing famoso pela obra chuanqi (ópera Kun) intitulada O Leque de Flores de Pessegueiro;
- Xiaoting Pan (1982 – ), a primeira profissional de bilhar da China a jogar nos torneios da Women's Professional Billiard Association (WPBA).

## Geminações
A cidade de Jining mantém acordos de geminação com as seguintes cidades:
- Ashikaga, Tochigi, Japão (1984)
- Lawton, Oklahoma, Estados Unidos (1995)
- Mulhouse, France (1996)
- Komatsu, Ishikawa, Japão (2008)
- Taganrog, Rússia (2009)
- Osasco, Brasil (2010)
- Fort Smith, Arkansas, Estados Unidos (2012)[5]
- Angra do Heroísmo, Açores